# Iowa Állami Egyetem
A Iowa Állami Egyetem állami fenntartású kutatóegyetem oktatási intézmény az USA-ban. 1858-ban alapították.

## Tagság
Az egyetem az alábbi szervezeteknek a tagja:
- ORCID
- Digitális Könyvtárak Szövetsége
- Kutatókönyvtárak Szövetsége
- Amerikai Főiskolák és Egyetemek Szövetsége
- Amerikai Oktatási Tanács
- Open Education Network
- Higher Education Leadership Initiative for Open Scholarship
- Információhálózati Koalíció
- Association of Public and Land-grant Universities
- Kutatókönyvtárak Központja
- Scholarly Publishing and Academic Resources Coalition
- Council on Governmental Relations

## Híres diákok
- Bourke B. Hickenlooper, politikus, jogász
- Carrie Chapman Catt, újságíró, politikus, békeaktivista, nőjogi aktivista, író, szüfrazsett
- Clayton Conrad Anderson, fedélzeti mérnök, űrhajós, mérnök, rádiókezelő, repülőmérnök
- Everett Rogers, szociológus
- Florin Cîțu közgazdász, politikus, blogger
- Garrey Carruthers, egyetemi oktató, üzletember
- George Washington Carver, botanikus, feltaláló, egyetemi oktató, gombabiológus, kémikus, biológus
- Henry A. Wallace, politikus, író, kertészmérnök
- Herbert E. Hitchcock, politikus, jogász
- John Melcher, politikus, állatorvos
- Joni Ernst, politikus
- Mark Criner, amerikaifutball-játékos
- Robert Russell, villamosmérnök
- Tom Harkin, politikus, katonatiszt, jogász
- Tyrese Haliburton, kosárlabdázó